# Andrei Makrov
Andrei Makrov (russisch Андрей Владимирович Макров/Andrei Wladimirowitsch Makrow; * 14. Dezember 1979 in Tallinn, Estnische SSR) ist ein estnischer Eishockeyspieler, der seit 2017 beim HC Viking Tallinn in der Meistriliiga, der höchsten estnischen Spielklasse, spielt. Er ist der Topscorer der estnischen Eishockeynationalmannschaft.

## Karriere
Andrei Makrov begann seine Karriere als Eishockeyspieler in der Nachwuchsabteilung des russischen Klubs HK ZSKA Moskau, für dessen zweite Mannschaft er von 1996 bis 1998 in der drittklassigen Perwaja Liga aktiv war. Anschließend spielte der Angreifer ein Jahr lang für die U20-Junioren des finnischen Erstligisten HIFK Helsinki, ehe er zwei Jahre bei der Profimannschaft von FPS Forssa in der Mestis, der zweiten finnischen Spielklasse, verbrachte. Die Saison 2001/02 und 2002/03 begann er bei Molot-Prikamje Perm in der russischen Superliga bzw. bei FPS Forssa in der Mestis und beendete sie jeweils in der Wysschaja Liga, der zweiten russischen Liga, bei Neftjanik Leninogorsk. 
Von 2003 bis 2006 stand Makrov bei Neftjanik Almetjewsk und Torpedo Nischni Nowgorod in der Wysschaja Liga unter Vertrag. Die Saison 2006/07 begann er ebenfalls in der Wysschaja Liga beim HK Dmitrow, jedoch verließ er diesen nach nur 14 Spielen wieder und spielte in den folgenden beiden Jahren parallel für den HK Junost Minsk und den HK Dinamo Minsk in der belarussischen Extraliga. Nachdem er in der Saison 2008/09 für deren Ligarivalen HK Homel aktiv gewesen war, unterschrieb der Este für die folgende Spielzeit beim slowenischen Club HK Jesenice, für den er in der Österreichischen Eishockey-Liga in 52 Spielen 52 Scorerpunkte, davon 27 Tore, erzielen konnte und somit zu den besten Angreifern seiner Mannschaft, sowie der gesamten Liga zählte. Mit der zweiten Mannschaft Jesenices wurde er zudem Slowenischer Meister. In den Play-offs trug er mit elf Punkten in fünf Spielen maßgeblich zu diesem Erfolg bei. 
Von 2010 bis 2012 spielte Makrov für Metallurg Schlobin in der belarussischen Extraliga und gewann mit seinem Club 2011 den nationalen Pokalwettbewerb und ein Jahr später den Landesmeistertitel. 2012 war er auch Torschützenkönig der Extraliga. Anschließend wechselte er zum Ligakonkurrenten HK Njoman Hrodna und konnte 2013, als er auch Topscorer der Liga war und als bester Stürmer ausgezeichnet wurde, und 2014 auch dort den Landesmeistertitel gewinnen. In der Spielzeit 2013/14 kam er neben seinen Spielen in Hrodna auch beim HK Buran Woronesch und beim HK WMF-Karelija, die beide in der russischen Wysschaja Hockey-Liga antreten, sowie beim schwedischen Varberg HK, zu dessen Aufstieg in die Division 1, die dritte Liga des Landes, er durch seine Einsätze in der Qualifikationsrunde beitrug, zum Einsatz. 2014 zog es ihn nach Kasachstan, wo er zunächst für den HK Arystan Temirtau spielte, aber bereits im Dezember zum Ligakonkurrenten Gornjak Rudny wechselte. Mit Beginn der Spielzeit 2015/16 ging er zum HK Almaty, den er aber im Februar 2016 in Richtung Großbritannien verließ, wo er für die Telford Tigers in der English Premier Ice Hockey League auf dem Eis stand. Zur folgenden Saison kehrte er zunächst nach Almaty zurück, spielte dann von November 2016 bis Januar 2017 zum zweiten Mal beim HK Homel, bevor beim GKS Tychy in der polnischen Ekstraliga anheuerte. Im Sommer 2017 wechselte er zum HC Viking Tallinn in seine Heimatstadt, mit dem er 2018 estnischer Meister wurde.

### International
Für Estland nahm Makrov im Juniorenbereich an der U20-Junioren-D-Weltmeisterschaft 1997 sowie der U20-Junioren-C-Weltmeisterschaft 1999 teil. Im Herrenbereich trat er für sein Land bei den B-Weltmeisterschaften 1998, 1999 und 2000 und nach der Umstellung auf das heutige Divisionssystem bei den Turnieren der Division I 2001, 2003, 2004, 2005, 2006, 2007, 2008, 2011, 2015, 2016, 2017, 2018 und 2019 sowie der Division II 2002, 2010 und 2014 an. Während seiner langjährigen Länderspielkarriere erhielt Makrov zahlreiche individuelle Auszeichnungen und gehörte sowohl zu den besten Spielern seines Landes, als auch der jeweiligen WM-Gruppe in der dieses spielte. Zudem vertrat er seine Farben bei den Qualifikationsturnieren für die Olympischen Winterspiele in Turin 2006, in Pyeongchang 2018 und in Peking 2022. Er ist der Topscorer und Torschützenkönig der estnischen Eishockeynationalmannschaft.

## Erfolge und Auszeichnungen
| - 2010 Slowenischer Meister mit dem HK Jesenice - 2011 Belarussischer Pokalsieger mit Metallurg Schlobin - 2012 Belarussischer Meister mit Metallurg Schlobin - 2012 Torschützenkönig der Extraliga - 2013 Belarussischer Meister mit dem HK Njoman Hrodna | - 2013 Topscorer und bester Stürmer der Extraliga - 2014 Belarussischer Meister mit dem HK Njoman Hrodna - 2014 Aufstieg in die Division 1 mit dem Varberg HK - 2018 Estnischer Meister mit dem HC Viking Tallinn |

### International
| - 1997 Aufstieg in die C-Gruppe bei der Junioren-D-Weltmeisterschaft - 2002 Aufstieg in die Division I bei der Weltmeisterschaft der Division II, Gruppe A - 2002 Meiste Vorlagen bei der Weltmeisterschaft der Division II, Gruppe A - 2002 Topscorer bei der Weltmeisterschaft der Division II, Gruppe A - 2004 Bester Torschütze bei der Weltmeisterschaft der Division I, Gruppe B - 2004 Topscorer bei der Weltmeisterschaft der Division I, Gruppe B - 2007 Bester Torschütze bei der Weltmeisterschaft der Division I, Gruppe A - 2010 Aufstieg in die Division I bei der Weltmeisterschaft der Division II, Gruppe B | - 2010 Wertvollster Spieler bei der Weltmeisterschaft der Division II, Gruppe B - 2010 Bester Stürmer bei der Weltmeisterschaft der Division II, Gruppe B - 2010 Bester Torschütze bei der Weltmeisterschaft der Division II, Gruppe B - 2010 Meiste Vorlagen bei der Weltmeisterschaft der Division II, Gruppe B - 2010 Topscorer bei der Weltmeisterschaft der Division II, Gruppe B - 2014 Aufstieg in die Division I, Gruppe B, bei der Weltmeisterschaft der Division II, Gruppe A - 2015 Torschützenkönig der Weltmeisterschaft der Division I, Gruppe B |

## Statistik
(Stand: Ende der Saison 2011/12)